# Marco Campagnaro
Marco Campagnaro (Rosario, 4 marzo 2003) è un calciatore argentino, difensore del Dep. Maipú.

## Caratteristiche tecniche
È un terzino sinistro.

## Carriera
Campagnaro è cresciuto nel settore giovanile del Newell's Old Boys, con cui ha firmato il primo contratto professionistico nel 2021. Ha debuttato in prima squadra il 31 ottobre dello stesso anno nell'incontro di Primera División vinto 1-0 contro il Newell's Old Boys. Il 12 gennaio 2023 ha riportato la rottura del legamento crociato anteriore del ginocchio sinistro, che ne ha chiuso anticipatamente la stagione.
Il 16 gennaio 2024 è stato ceduto in prestito al Cobreloa con opzione di acquisto.

## Statistiche

### Presenze e reti nei club
Statistiche aggiornate al 3 aprile 2024.
| Stagione        | Squadra           | Campionato      | Campionato | Campionato | Coppe nazionali | Coppe nazionali | Coppe nazionali | Coppe continentali | Coppe continentali | Coppe continentali | Altre coppe | Altre coppe | Altre coppe | Totale | Totale | Totale |
| Stagione        | Squadra           | Comp            | Pres       | Reti       | Comp            | Pres            | Reti            | Comp               | Pres               | Reti               | Comp        | Pres        | Reti        | Pres   | Reti   |        |
| --------------- | ----------------- | --------------- | ---------- | ---------- | --------------- | --------------- | --------------- | ------------------ | ------------------ | ------------------ | ----------- | ----------- | ----------- | ------ | ------ | ------ |
| 2021            | Newell's Old Boys | PD              | 3          | 0          | CA+CdL          | 0               | 0               |                    | -                  | -                  |             | -           | -           | 3      | 0      |        |
| 2022            | Newell's Old Boys | PD              | 12         | 0          | CA+CdL          | 1+1             | 0               |                    | -                  | -                  |             | -           | -           | 14     | 0      |        |
| 2023            | Newell's Old Boys | PD              | 0          | 0          | CA+CdL          | 0               | 0               |                    | -                  | -                  |             | -           | -           | 0      | 0      |        |
| 2024            | Cobreloa          | A               | 2          | 0          | CC              | 0               | 0               |                    | -                  | -                  |             | -           | -           | 2      | 0      |        |
| Totale carriera | Totale carriera   | Totale carriera | 17         | 0          |                 | 2               | 0               |                    | -                  | -                  |             | -           | -           | 19     | 2      |        |